# کامینگ چسنی
کامینگ چسنی (انگلیسی: Cummings C. Chesney; ۲۸ اکتبر ۱۸۶۳ – ۲۷ نوامبر ۱۹۴۷) مهندس برق اهل ایالات متحده آمریکا بود. وی همچنین برندهٔ جوایزی همچون مدال ادیسون انجمن مهندسان برق و الکترونیک شده است.